# Tour de Flandes 1972
El Tour de Flandes 1972, la 56.ª edición de esta clásica ciclista belga. Se disputó el 9 de abril de 1972.
El ganador fue el belga Eric Leman, que se impuso al esprint en un grupito de siete ciclistas que llegaron juntos a Merelbeke. Los también belgas André Dierickx y Frans Verbeeck fueron segundo y tercero respectivamente.

## Clasificación General
| Posición | Ciclista            | Equipo                           | Tiempo     |
| -------- | ------------------- | -------------------------------- | ---------- |
| 1        | Eric Leman          | Bic                              | 6h 04' 20" |
| 2        | André Dierickx      | Flandria-Beaulieu                | m. t.      |
| 3        | Frans Verbeeck      | Watneys-Avia                     | m. t.      |
| 4        | Willy de Geest      | Van Cauter-Magniflex-De Gribaldy | m. t.      |
| 5        | Roger Rosiers       | Bic                              | m. t.      |
| 6        | Roger Swerts        | Molteni                          | m. t.      |
| 7        | Eddy Merckx         | Molteni                          | m. t.      |
| 8        | Alain Santy         | Bic                              | + 20"      |
| 9        | Herman Van Springel | Molteni                          | m. t.      |
| 10       | Willy Planckaert    | Goldor-IJsboerke                 | m. t.      |